# Antonio González (gobernador)
Antonio González (n. ¿Pedraza (Segovia)?, Corona de España, ca. 1535 – Valladolid, Corona de España, 1601) era un doctor en Leyes y funcionario español del siglo XVI que desempeñó varios cargos burocráticos en la Península y en la América imperial, como el de presidente pretorial de la Real Audiencia de Guatemala —y a la vez como gobernador de la capitanía general homónima— desde 1570 hasta 1573. Fue nombrado también presidente de la de Charcas aunque nunca logro servir en ella, y por último, fue nuevamente presidente pretorial en la de Bogotá —y al mismo tiempo como gobernador general del Nuevo Reino de Granada— desde 1590 hasta 1597.

## Biografía
Antonio González habría nacido hacia 1535 muy probablemente en la localidad de Pedraza, ubicado en la Extremadura castellana que formaba parte de Castilla la Vieja y a su vez de la Corona de España.
Se doctoró en Leyes y como tal fue miembro del Consejo de Indias. Por ser nombrado, según real cédula de 31 de mayo de 1568, como presidente de la restablecida Real Audiencia de Guatemala y a la vez como gobernador de la capitanía general homónima, fue enviado a la América española. El 28 de junio del citado año y el 25 de enero del siguiente se emitieron otras reales cédulas en las cuales se fijaron los límites de la audiencia, que fueron los mismos que tenía la antigua Real Audiencia de los Confines.
El 3 de enero de 1570, el doctor Antonio González y los oidores arribaron al territorio guatemalteco para restablecerla, y el 3 de marzo de ese año inició sus actividades, comenzando por asignar el mismo día a Juan de Soto Pachón como nuevo gobernador de la provincia de Honduras, ya que el titular Juan de Vargas Carvajal que había sido nombrado hacía tres años atrás, falleció antes de tomar posesión del cargo. El puesto de presidente-gobernador lo ocupó hasta el 26 de enero de 1573.
En este mismo año el licenciado Lope Díez de Aux y Armendáriz pasó a ser designado como presidente de la Real Audiencia de Charcas, aunque nunca llegó a ocupar el cargo.
Llegó a Cartagena de Indias el 30 de marzo de 1590 porque había sido nombrado presidente-gobernador general del Nuevo Reino de Granada. Inició su administración con el juicio de residencia a Francisco Guillén Chaparro, miembro de la Real Audiencia de Bogotá y anterior presidente encargado de 1585 a 1590.
Puso en práctica la orden real de revisar los títulos de tierras otorgados por cabildos, gobernadores y audiencias, los cuales podían sanearse mediante el pago de una suma al tesoro real. A partir de 1593 dio comienzo a la distribución de resguardos entre los indios. Implantó el impuesto de alcabala, es decir el 2% sobre el valor de toda transacción de bienes muebles o inmuebles.
Reglamentó el trabajo de los indios que servían de bogas en el río Magdalena, estipulando que las tripulaciones de las embarcaciones deberían estar compuestas por esclavos e indios. Por la falta de esclavos en las minas de Mariquita, comenzó a reemplazarlos con indios de las comunidades del altiplano.
Renunció a la presidencia en 1597 y fue nombrado fiscal del Consejo de Indias. Murió en Valladolid en 1601.